# Anja und die vier Jahreszeiten
Anja und die vier Jahreszeiten (jap. 森は生きている, Sekai Meisaku Douwa - Mori wa ikiteiru, etwa: Der Wald lebt) ist ein Anime-Film von 1980, der auf der russischen Geschichte Die zwölf Monate von Samuil Jakowlewitsch Marschak basiert. Er wurde vom Studio Toei Doga produziert.
Es handelt sich um eine Neuverfilmung von Die zwölf Monate.

## Handlung
Anja lebt zusammen mit ihrer Stiefmutter und deren Tochter Natascha in einer kleinen Hütte nahe dem Walde. Ende Dezember schickt die Stiefmutter Anja zur Strafe dafür, dass sie wieder einmal die hungrigen Tiere gefüttert hat, in den Wald, um Holz zu sammeln. Dort begegnet sie einem Soldaten, der ihr dabei hilft. Zum Dank führt Anja ihn zu einer schönen Tanne, die er für die Zarin suchen sollte. Die Zarin ist kaum älter als Anja und ebenfalls eine Vollwaise. Bei einer Lehrstunde setzt die Zarin sich in den Kopf, Schneeglöckchen haben zu wollen. Jedem, der ihr einen Korb voller Schneeglöckchen bringt, will sie diesen mit Gold füllen.
Als die Stiefmutter das hört, schickt sie Anja mitten in der Nacht hinaus, Schneeglöckchen zu suchen, obwohl gerade ein schwerer Schneesturm tobt. Kurz vor dem Erfrieren trifft sie die zwölf Monate. Trotz deren anfänglicher Belustigung über Anjas Aufgabe helfen sie ihr und lassen für einen kurzen Augenblick Schneeglöckchen erblühen. Außerdem bekommt sie einen Ring geschenkt, mit dem sie ihre neuen Freunde jederzeit zu Hilfe rufen kann.
Am nächsten Morgen findet die Stiefschwester Anja schlafend in ihrem Zimmer und stiehlt den Ring, während sich die Mutter über die Blumen wundert. Die beiden gehen mit dem Korb voller Schneeglöckchen zur Zarin, um sich die versprochene Belohnung abzuholen. Aber die Zarin will unbedingt erfahren, wo die Blumen zu finden sind, bevor Mutter und Tochter die Belohnung bekommen. Doch Anja schweigt, denn sie hat den zwölf Monaten versprochen, sie nicht zu verraten. Als Anja erneut in den Wald geschickt wird, um Schneeglöckchen zu pflücken, wird sie von ihrer Stiefschwester Natascha verfolgt. Diese markiert die Weg mit bunten Flicken. Auch als die Zarin nach einem langen Marsch durch den Wald droht, den gestohlenen Ring in einen großen See zu werfen, gibt Anja das Geheimnis nicht preis. Als der Ring tatsächlich geworfen wird, ruft Anja nach ihren Freunden, den zwölf Monaten, und wird vom Wind fortgetragen. Innerhalb kürzester Zeit wechseln sich plötzlich die Jahreszeiten ab, wobei im Herbst alle ihre Jacken verlieren. Als dann wieder der Winter eintritt, beginnen sich die Stiefmutter und ihre Tochter um einen Mantel zu streiten und verwandeln sich plötzlich in Hunde. Gleichzeitig verschwindet der See, und stattdessen sehen die Zarin und ihr Gefolge Anja in einem feinen Pelzmantel in einer edlen Kutsche sitzen, umgeben von den zwölf Monaten. Als die Zarin sie um einen Mantel bittet, erlaubt Anja es, und wie von Zauberhand trägt auch die Zarin einen Pelzmantel. Mit den Hunden hat Anja ebenfalls Mitleid und nimmt sich ihrer an. Gemeinsam fahren alle in der Kutsche durch den Wald zurück.

## Veröffentlichung
Der Film wurde 1980 vom japanischen Studio Toei Animation in Zusammenarbeit mit dem sowjetischen Studio Sojusmultfilm produziert. Die Musik von Wladimir Iwanowitsch Kriwzow wurde von der Leningrader Philharmonie unter A. S. Dmitriev gespielt. Die Premiere fand am 15. März 1980 in Japan statt.
Neben den japanisch- und russischsprachigen Fassungen existieren unter anderem auch französische, spanische und arabische Versionen. Die deutsche Übersetzung erschien am 7. Januar 1984 in der DDR unter dem Titel Die zwölf Monate, in der BRD strahlte das ZDF den Film am 20. November 1985 als Anja und die vier Jahreszeiten aus.

## Synchronisation
Die deutsche Synchronausstrahlung in der DDR entstand in den DEFA-Synchronstudios in Weimar. Die Dialoge schrieb Wolfgang Krüger, die Regie übernahm Barbara Gambke. Die anschließend in der Bundesrepublik Deutschland ausgestrahlte Synchronisation wurde von der Beta-Technik Gesellschaft für Filmbearbeitung mbH erstellt. Andrea Wagner führte Regie und schrieb das Dialogbuch.
| Rolle          | japanischer Sprecher (Seiyū) | DEFA-Synchronfassung (DDR)  | Beta-Technik-Synchronfassung (BRD) |
| -------------- | ---------------------------- | --------------------------- | ---------------------------------- |
| Anja           | Shinobu Ootake               | Heidemarie Gohde            | Madeleine Stolze                   |
| alter Soldat   | Masato Yamanouchi            | Horst Kempe                 | Holger Hagen                       |
| April          | Katsuji Mori                 | Detlef Heintze              | Pierre Peters-Arnolds              |
| Dezember       | Hidekatsu Shibata            |                             | Peter Capell                       |
| Januar         | Kiyoshi Kobayashi            | Alfred Bohl                 | Wolf Ackva                         |
| junger Soldat  | Koji Yakusho                 |                             | Ulf-Jürgen Wagner                  |
| Lehrer         | Ichirou Nagai                | Hasso Billerbeck            | Fritz Tillmann                     |
| Minister       | Masashi Amenomori            |                             | Michael Rüth                       |
| Offizier       | Daisuke Ryû                  |                             | Alexander Allerson                 |
| Stiefmutter    | Tokuko Sugiyama              | Barbara Lotzmann            | Ingeborg Lapsien                   |
| Stiefschwester | Mariko Mukai                 | Gabriele Streichhahn-Schott | Inez Günther                       |
| Zarin          | Ai Kanzaki                   | Regine Heintze              | Michaela Geuer                     |
| Februar        |                              | Victor Draeger              |                                    |